# Vendémian
Vendémian este o comună în departamentul Hérault din sudul Franței. În 2009 avea o populație de 1.031 de locuitori.

## Evoluția populației
| An        | 1975 | 1982 | 1990 | 1999 | 2006 | 2009  |
| --------- | ---- | ---- | ---- | ---- | ---- | ----- |
| Populație | 528  | 536  | 589  | 792  | 947  | 1.031 |